# Circuit de Pescara
Le circuit de Pescara était un circuit automobile routier de 25,8 km de longueur, situé près de Pescara, dans les Abruzzes, dans le centre de l'Italie.

## Description
La piste se constitue de deux longues lignes droites entre les villages, ainsi que d'exigeants virages de la ville côtière. Les routes étaient étroites et bosselées, et le circuit de 26 km était le plus grand circuit utilisé en Formule 1. Comme de nombreux circuits longs (tels que l'ancien Nürburgring et celui de Spa-Francorchamps) Pescara était extrêmement dangereux. De nombreux historiens considèrent Pescara comme le circuit automobile le plus dangereux. 
La première course a eu lieu en 1924 et des courses de F1 hors-championnats s'y sont disputées au début des années 1950, avant que le circuit n'accueille le Grand Prix de Pescara, plus connu sous le nom de Coppa Acerbo, comptant pour le championnat du monde de Formule 1 en 1957. Le Grand Prix de Pescara a attiré plus de 200 000 spectateurs, et demeure le plus long circuit en termes de distance d'un circuit dans un Grand Prix de F1. 
Il a été le premier circuit de F1 qui contenait une chicane artificielle; la chicane avant la ligne droite des stands a été construite en 1934 pour réduire la vitesse dans les stands. 
La dernière course disputée sur cette piste était une épreuve de Championnat du monde des voitures de sport en 1961, remportée après 4 heures de course par Lorenzo Bandini et Giorgio Scarlatti. Après cette course, le circuit a définitivement disparu comme un lieu de course car il était impossible, pour les organisateurs, de garantir la sécurité des pilotes et des spectateurs. 